# Robert Adams junior

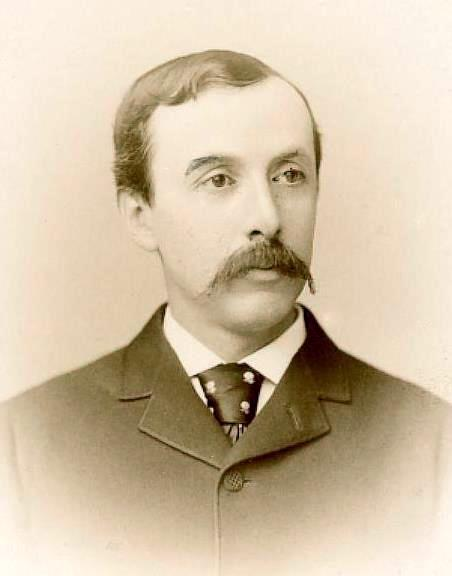
Robert Adams Jr.

Robert Adams Jr. (* 26. Februar 1849 in Philadelphia, Pennsylvania; † 1. Juni 1906 in Washington, D.C.) war ein US-amerikanischer Politiker. Zwischen 1893 und 1906 vertrat er den Bundesstaat Pennsylvania im US-Repräsentantenhaus.

## Werdegang
Robert Adams besuchte das Doctor Fairies Physical Institute in Philadelphia und studierte danach bis 1869 an der dortigen University of Pennsylvania. Nach einem anschließenden Jurastudium und seiner 1872 erfolgten Zulassung als Rechtsanwalt begann er in diesem Beruf zu arbeiten. In den Jahren 1871 bis 1875 gehörte er der Bundesbehörde United States Geological Survey an, die sich mit den Ergebnissen der Expeditionen im Yellowstone-Nationalpark befasste. Zwischen 1881 und 1895 war Adams auch Mitglied der Staatsmiliz von Pennsylvania. Politisch schloss er sich der Republikanischen Partei an. Von 1883 bis 1886 saß er im Senat von Pennsylvania. Zwischenzeitlich vervollständigte er bis 1884 seine Ausbildung an der zur University of Pennsylvania gehörenden Wharton School. Zwischen dem 20. Juli 1889 und dem 1. März 1890 war Adams amerikanischer Gesandter in Brasilien. Dieses Amt musste er aus gesundheitlichen Gründen aufgeben.
Nach dem Tod des Abgeordneten Charles O’Neill wurde Adams bei der fälligen Nachwahl für den dritten Sitz von Pennsylvania als dessen Nachfolger in das US-Repräsentantenhaus in Washington gewählt, wo er am 19. Dezember 1893 sein neues Mandat antrat. Nach sechs Wiederwahlen konnte er bis zu seinem Tod am 1. Juni 1906 im Kongress verbleiben. Dort war er unter anderem Mitglied des Auswärtigen Ausschusses. Zeitweise übernahm er vertretungsweise dessen Vorsitz. In seine Zeit als Kongressabgeordneter fiel unter anderem der Spanisch-Amerikanische Krieg von 1898.
Robert Adams geriet in seinen letzten Lebensjahren nach Verlusten durch Börsenspekulationen in finanzielle Schwierigkeiten. Als der Druck immer größer wurde, erschoss er sich am 1. Juni 1906 in seiner Wohnung in Washington.